# Lee-Enfield
Il Lee-Enfield è stato il fucile bolt-action d'ordinanza dell'Impero britannico e del Commonwealth dalla sua adozione nel 1895 fino al suo definitivo ritiro dal servizio attivo nel 1957.
Nato come riprogettazione del Lee-Metford (adottato dall'esercito britannico nel 1888), il Lee-Enfield presto soppiantò i già presenti Martini-Henry, Martini-Enfield e Lee-Metford. L'arma presentava un caricatore da 10 colpi ricaricabile dall'alto tramite stripper clip (a partire dal Mk. I*, prima solo a colpi singoli) con munizioni .303 British. Il Lee-Enfield fu il fucile d'ordinanza di tutte le nazioni del Commonwealth britannico (tra cui Australia, Nuova Zelanda, Sudafrica, Canada e India).
Sebbene rimpiazzato ufficialmente nel 1957 dal più moderno L1A1 SLR, rimase in servizio fino alla metà degli anni '60 (la variante di precisione 7,62 mm L42 addirittura fino agli anni '90).
Come fucile di servizio è ancora in attività in alcune nazioni che facevano parte del Commonwealth, in particolare la polizia del Bangladesh, cosa che rende il Lee-Enfield il secondo fucile al mondo come durata di servizio attivo dopo il Mosin-Nagant russo. La riserva artica delle Forze Armate Canadesi ha utilizzato gli SMLE N°4 fino al 2015, quando si è deciso di rimpiazzarli con armi più moderne. Si stima che la produzione totale di fucili Lee-Enfield superi le 17 milioni di unità.
Il Lee-Enfield prende il suo nome dalla combinazione del cognome del suo progettista, James Paris Lee, e dalla città dello stabilimento in cui la progettazione ebbe luogo, la Royal Small Arms Factory di Enfield. In Australia e Nuova Zelanda l'arma viene chiamata con i nomignoli three-oh-three e three-naught-three in riferimento al calibro.

## Progettazione e storia
Il Lee-Enfield deriva dal precedente Lee-Metford, meccanicamente simile ma a polvere nera, su cui venne installato il sistema di chiusura progettato da James Paris Lee e una rigatura introdotta da William Ellis Metford. A differenza ad esempio del G 98 tedesco, il Lee-Enfield arma il percussore in chiusura (e non in apertura) permettendo quindi un azionamento molto più rapido dell'otturatore. Alla velocità contribuiscono poi i tenoni di chiusura posteriori che pongono la leva di sblocco molto vicina alla mano del tiratore.
Il fucile era anche dotato di caricatore bifilare amovibile in acciaio stampato da 10 colpi, molto all'avanguardia per l'epoca. Inizialmente, l'idea di un caricatore amovibile trovò scarsa accoglienza presso gli ufficiali che temevano che i soldati potessero perderli durante le operazioni. I primi modelli di Lee-Metford e Lee-Enfield avevano una catena per tenere in posizione il caricatore sul fucile.
L'otturatore rapido e il caricatore da 10 colpi del Lee-Enfield permettevano ad un soldato addestrato di eseguire il famoso mad minute, ovvero di sparare dai 20 ai 30 colpi mirati al minuto. Il record è tuttora detenuto dal sergente Snoxall che nel 1914 piazzò 38 colpi in un cerchio di 30 cm di diametro a 300 iarde (270 m) di distanza. I fucili ad otturatore scorrevole (come lo Steyr-Mannlicher M1895 austriaco) potevano forse essere più rapidi nell'azionamento ma mancavano della semplicità e del capiente caricatore che caratterizzavano il Lee-Enfield. Alcuni rapporti della prima guerra mondiale parlano di incontri con squadre di mitraglieri che si erano poi invece rivelate squadre di fucilieri molto rapidi ad azionare i loro fucili.
Il Lee-Enfield fu adattato per sparare la munizione flangiata .303 British. Esperimenti con la polvere infume nel Lee-Metford portarono inizialmente a credere possibile una semplice conversione, ma il calore e la pressione generate dalla nuova polvere deterioravano la rigatura elicoidale del Metford dopo appena 6.000 colpi. La soluzione fu quella di introdurre una nuova rigatura poligonale, progettata alla Royal Small Arms Factory di Enfield.

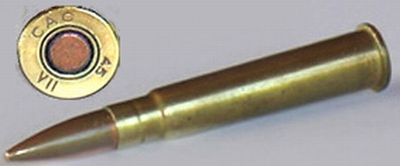
Munizione Mk. VII .303

### Modelli e periodi di servizio
| Modello / Mk.                                                          | In servizio |
| ---------------------------------------------------------------------- | --- |
| Magazine Lee-Enfield                                                   | 1895 - 1926 |
| Charger Loading Lee-Enfield                                            | 1906 - 1926 |
| Short Magazine Lee-Enfield Mk. I                                       | 1904 - 1926 |
| Short Magazine Lee-Enfield Mk. II                                      | 1906 - 1927 |
| Short Magazine Lee-Enfield Mk. III Short Magazine Lee-Enfield Mk. III* | 1907 - in servizio |
| Short Magazine Lee-Enfield Mk. V                                       | 1922 - 1924 - 20.000 esemplari prodotti solo per i test                                                                   |
| Rifle N°1 Mk. VI                                                       | 1930 - 1933 - 1.025 esemplari prodotti solo per i test                                                                    |
| Rifle N°4 Mk. I                                                        | 1931 - in servizio - 2.500 esemplari di prova prodotti negli anni '30 - Produzione di massa a partire dalla metà del 1941 |
| Rifle N°4 Mk. I*                                                       | 1942 - in servizio |
| Rifle N°5 Mk. I "Jungle Carbine"                                       | 1944 - in servizio (prodotti tra il 1944 e il 1947) - BSA (Shirley): 81.329 fucili - ROF (Fazakerley): 169.807 fucili     |
| Rifle N°4 Mk. 2                                                        | 1949 - in servizio |
| Rifle 7,62 mm 2A                                                       | 1964 - in servizio |
| Rifle 7,62 mm 2A1                                                      | 1965 - in servizio |

## Magazine Lee-Enfield
Il Lee-Enfield fu introdotto nel Novembre 1895 con la denominazione ufficiale di .303 calibre, Rifle, Magazine, Lee–Enfield (MLE). L'anno successivo fu introdotta una variante corta, denominata Lee-Enfield Cavalry (LEC) Carbine Mk. I, con una canna da 540 mm (contro i 770 mm dell'originale). Entrambe le versioni subirono alcune modifiche nel 1899 e furono rinominate Mk. I*. Molti LEC furono convertiti a versioni speciali, principalmente la New Zealand (NZ) Carbine e la Royal Irish Constabulary (RIC) Carbine. Alcuni MLE furono anche convertiti per permettere la ricarica tramite stripper clip e rinominati Charger Loading Lee-Enfield (CLLE).

## Short Magazine Lee-Enfield Mk. I
Una versione più corta e più leggera dell'originale MLE, denominata Rifle, Short, Magazine, Lee-Enfield (SMLE), fu introdotta il 1º gennaio 1904. La canna da 640 mm era a metà lunghezza tra le due originali.
La caratteristica più nota di questi SMLE è la canna coperta interamente dalla calciatura, con solo l'attacco per la baionetta sporgente di qualche millimetro, analogamente alla carabina da cavalleria M/1894 svedese. L'arma incorporava il sistema di caricamento a stripper clip (un sistema preso in prestito dalla Mauser) con la guida per il caricamento ricavata sull'otturatore e non fissa sul castello (come sarà poi nei modelli successivi). La canna corta non fu subito apprezzata, in quanto molti temevano che avrebbe ridotto la precisione dell'arma (che andava poi combinata con la minore distanza tra le mire metalliche), amplificando allo stesso tempo il rinculo.

## Short Magazine Lee-Enfield Mk. III

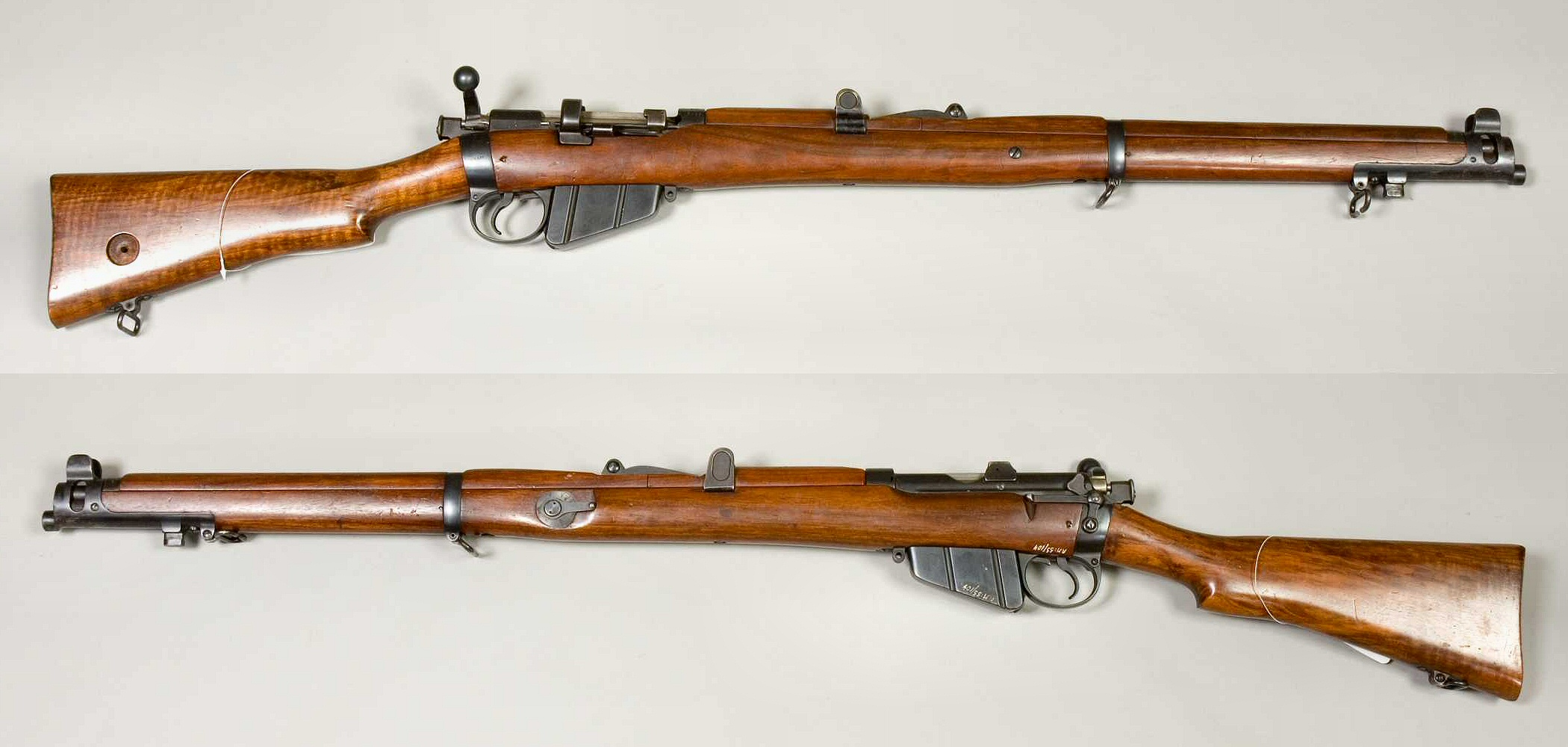
Short Magazine Lee–Enfield N°1 Mk.. III

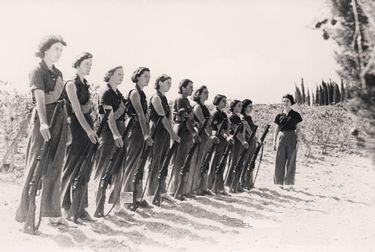
Soldatesse israeliane armate con fucili Lee-Enfield durante la guerra arabo-israeliana del 1948

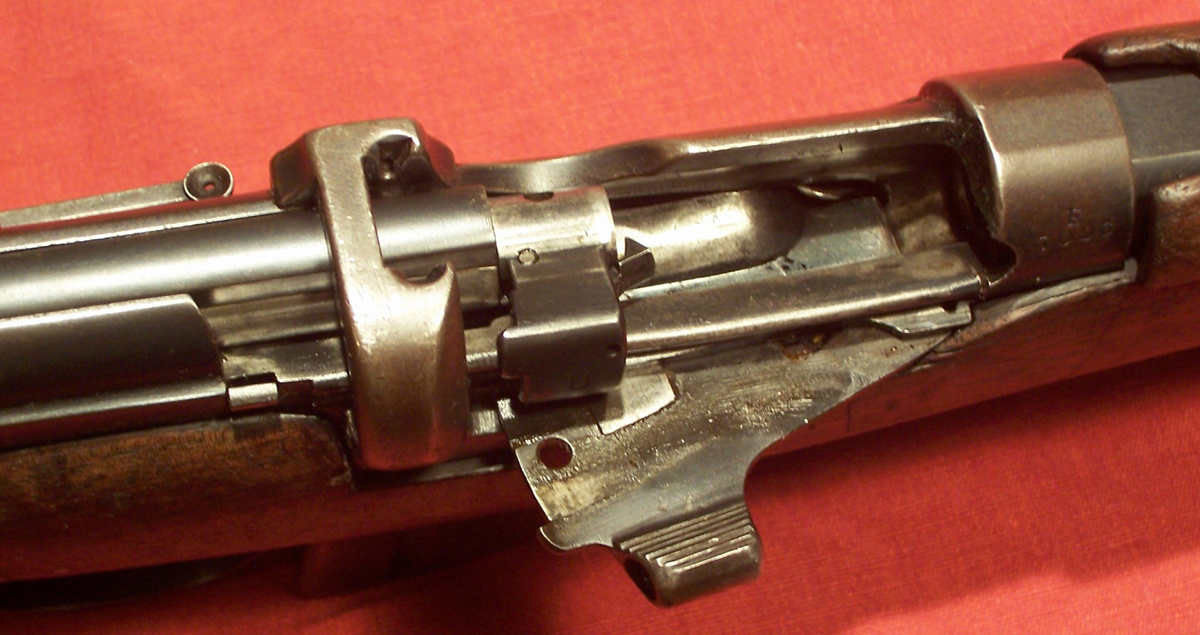
La lamella per il caricamento singolo (cut-off) di un SMLE Mk. III. La caratteristica sarà poi eliminata a partire dal Mk. III*

Il Lee-Enfield più noto, denominato SMLE Mk. III, fu introdotto il 26 gennaio 1907 assieme alla baionetta P'07 e presentava un mirino posteriore semplificato e una guida per le stripper clip ricavata dal castello e non più la complessa guida rotante sull'otturatore. Anche la calciatura venne rivista, così come i caricatori. La camera venne adattata alla nuova munizione spitzer ad alta velocità Mk. VII. Molti dei fucili esistenti furono aggiornati al nuovo standard e sono designati dal punzone Mk. IV Cond. seguito da vari asterischi che definiscono i fucili di partenza.
Durante la prima guerra mondiale, si giunse alla conclusione che il Mk. III fosse troppo complesso da produrre (con un costo di 3,15 £) e la domanda superava di troppo l'offerta, quindi nel 1915 si introdusse la variante Mk. III*, che rimuoveva la lamella per il caricamento singolo e il mirino per il tiro parabolico (volley sight). Fu rimossa anche la possibilità di regolare la mira posteriore in deriva e la leva di azionamento passò da una sfera ad una placca zigrinata. È possibile trovare fucili che incorporino tutti o solo alcuni di questi cambiamenti, in quanto spesso si usarono parti già esistenti in maniera non sempre coerente con il nuovo standard. La lamella per il caricamento singolo fu reintrodotta dopo la guerra e rimossa definitivamente solo nel 1942.
L'incapacità di principali produttori (RSAF Enfield, Birmingham Small Arms Company Ltd e London Small Arms Co. Ltd) di soddisfare le richieste militari, portò alla stipula di contratti per la realizzazione delle parti (quando non degli interi fucili) a compagnie secondarie.
Lo SMLE Mk. III* (poi rinominato Rifle N°1 Mk. III* nel 1926) vide servizio intenso anche durante la seconda guerra mondiale, specialmente nei teatri del Nord Africa, Italia, Pacifico e Birmania. Australia e India continuarono a produrre il fucile per tutto il conflitto e l'arma rimase in uso nelle forze australiane fino alla guerra di Corea e alla successiva sostituzione dell'arma con il nuovo L1A1 negli anni '50. La Lithgow Small Arms Factory cessò la produzione dei Mk. III* nel 1953.
La Rifle Factory di Ishapore in India produceva Mk. III* in .303 British per poi passare alla produzione del modello 2A rinforzato e modificato per sparare la 7,62 × 51 mm NATO mantenendo il classico mirino inglese (che andava però letto in metri e non iarde, data la traiettorie più tesa della nuova munizione) che fu poi ridotto invece da 2000 m a 800 m nel modello 2A1. La produzione è continuata senza interruzioni fino agli anni '80 quando si passò a nuovi modelli sportivi basati sempre sulle meccaniche del Mk. III*.

## Gli Enfield-non-Enfield: P'13, P'14 e M1917
A causa delle scarse performance del .303 British durante la seconda guerra boera (1899-1902), i britannici tentarono di rimpiazzare sia la munizione che il fucile. Il problema principale della munizione era la palla ogivale tonda, molto pesante e poco performante balisticamente. Il proiettile Mauser da 7 mm sparato dall'M1895 tedesco aveva velocità superiore e traiettoria più tesa, due qualità che lo rendevano perfetto nei grandi spazi aperti africani. I lavori per il rimpiazzo della munizione cominciarono nel 1910 e portarono alla nascita nel 1912 del .276 Enfield. Si creò quindi un nuovo fucile per sparare il proiettile, denominandolo Pattern 1913 Enfield e basato sull'azione del fucile tedesco Mauser Gewehr 98. Sebbene il .276 avesse migliori proprietà balistiche, i test sul campo del 1913 evidenziarono un rinculo eccessivo, una fiammata troppo vistosa e il rapido danneggiamento della canna a causa del surriscaldamento. Si cercò di trovare un propellente meno aggressivo, ma lo scoppio della prima guerra mondiale nel 1914 costrinse all'interruzione di tutti i test. Questo fattore giocò a favore del Lee-Enfield che fu quindi usato in tempo di guerra con la nuova munizione .303 British Mk. VII con pallottola spitzer.
I due fucili Pattern 1914 Enfield e U.S. Rifle M1917 Enfield sono basati sul precedente P'13.

## Tra le due guerre: Lee Enfield N°1 Mk. V e Mk. VI

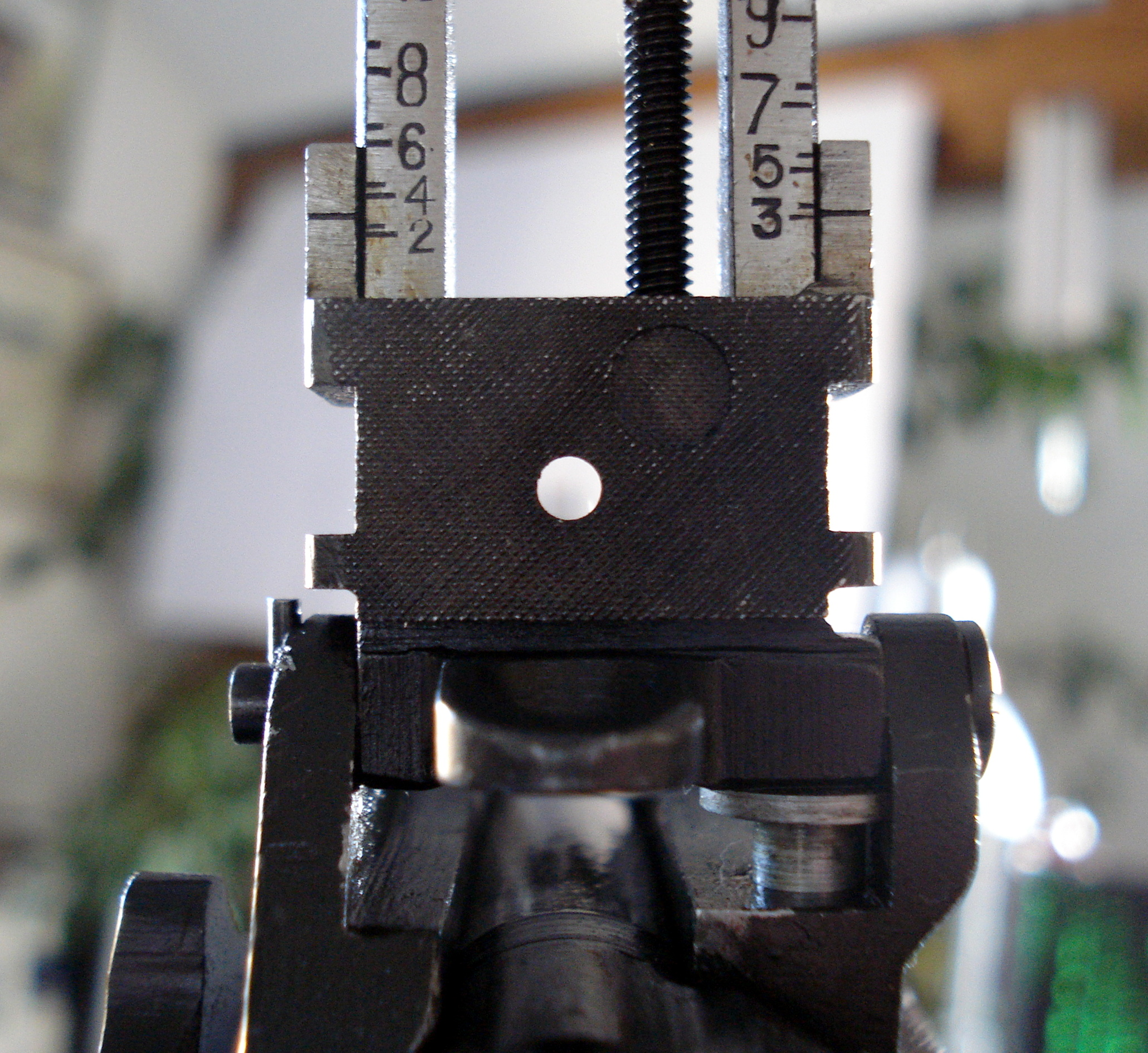
Un Lee-Enfield N°4 Mk. I prodotto dalla Longbranch con mirino a diottra

Nel 1926 l'Esercito inglese decise di adottare la nuova nomenclatura: gli SMLE Mk. III divennero Rifle N°1 Mk. III o III*, mentre i vecchi MLE e LEC furono considerati ormai obsoleti e inservibili assieme ai primissimi esemplari i SMLE. Molti Mk. III e Mk. III* furono convertiti per sparare le munizioni .22 LR e rinominati Rifle N°2. I P14 divennero quindi i N°3.
I fucili SMLE erano molto costosi da produrre, a causa dell'alto numero di parti ricavate dal pieno. Negli anni '20 una serie di prove risultarono nella variazione del progetto con lo scopo di attenuare questi problemi riducendo il numero di parti tornite e forgiate. Gli SMLE Mk. V (poi rinominati Rifle N°1 Mk. V) adottavano un nuovo mirino a diottra che fu spostato più vicino al tiratore, sopra il castello. La maggiore distanza tra diottra e lama anteriore garantiva una maggiore precisione sulle varie distanze. In posizione reclinata, la diottra di mira fissa era tarata a 300 iarde (274 m). Solo in seguito fu introdotta una nuova diottra a due posizioni (che sostituiva completamente la mira a scala) tarata per 300 e 600 m. La lamella per il caricamento singolo fu reintrodotta e fu aggiunto un rinforzo alla canna per l'uso delle baionette.
Tuttavia, questa nuova versione si rivelò ancora più costosa da produrre del Mk. III e non fu mai distribuita all'esercito, fatta eccezione per circa 20.000 fucili prodotti a scopo di prova tra il 1922 e il 1924 dalla RSAF di Enfield. Il Rifle N°1 Mk. VI aggiungeva una canna flottante per garantire una migliore precisione, svincolandola dalla calciatura e permettendogli quindi di espandersi e contrarsi liberamente. Di questo modello furono prodotti circa 1.025 esemplari tra il 1930 e il 1933.

## Rifle N°4

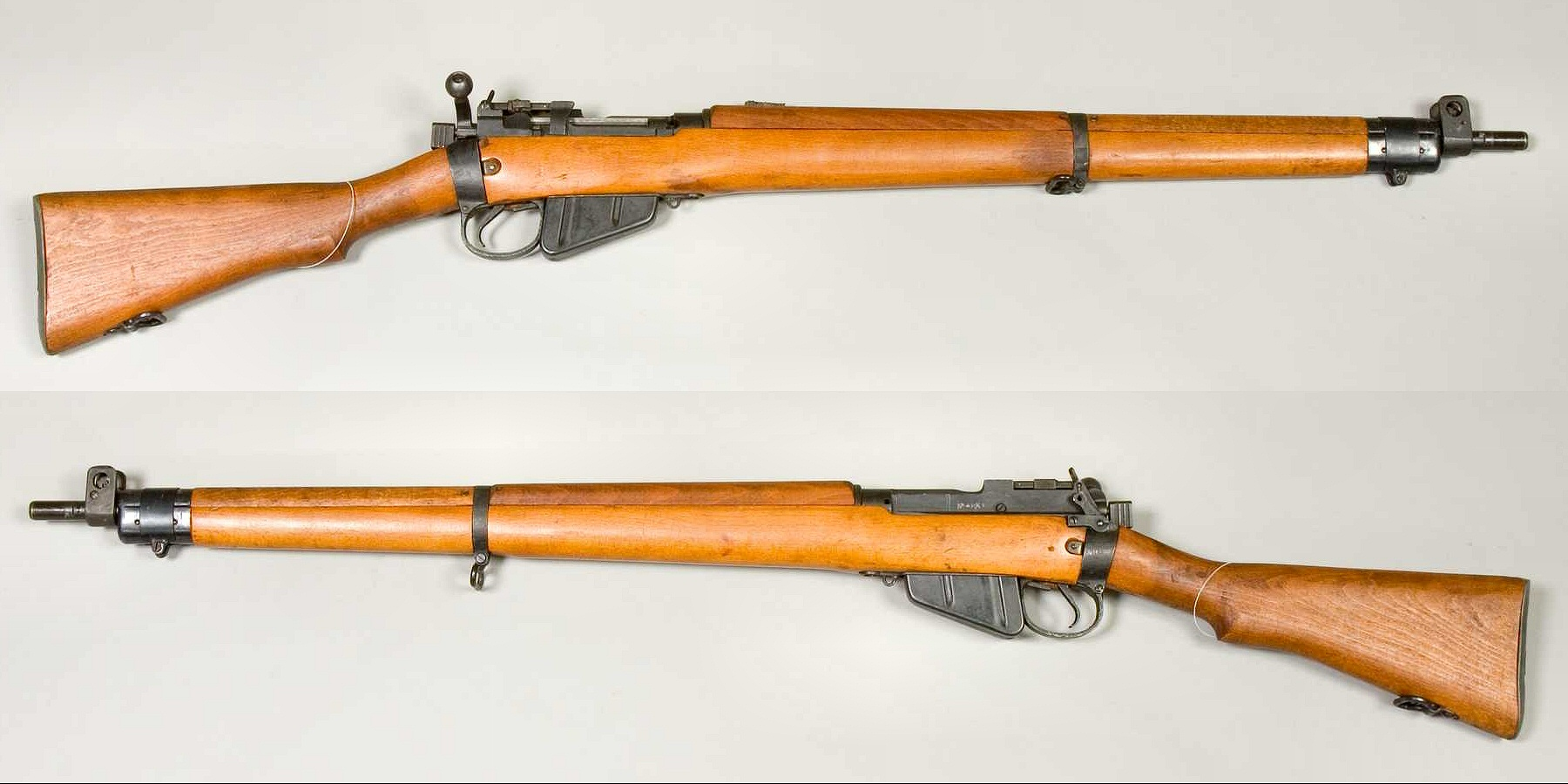
Lee–Enfield N°4 Mk. I

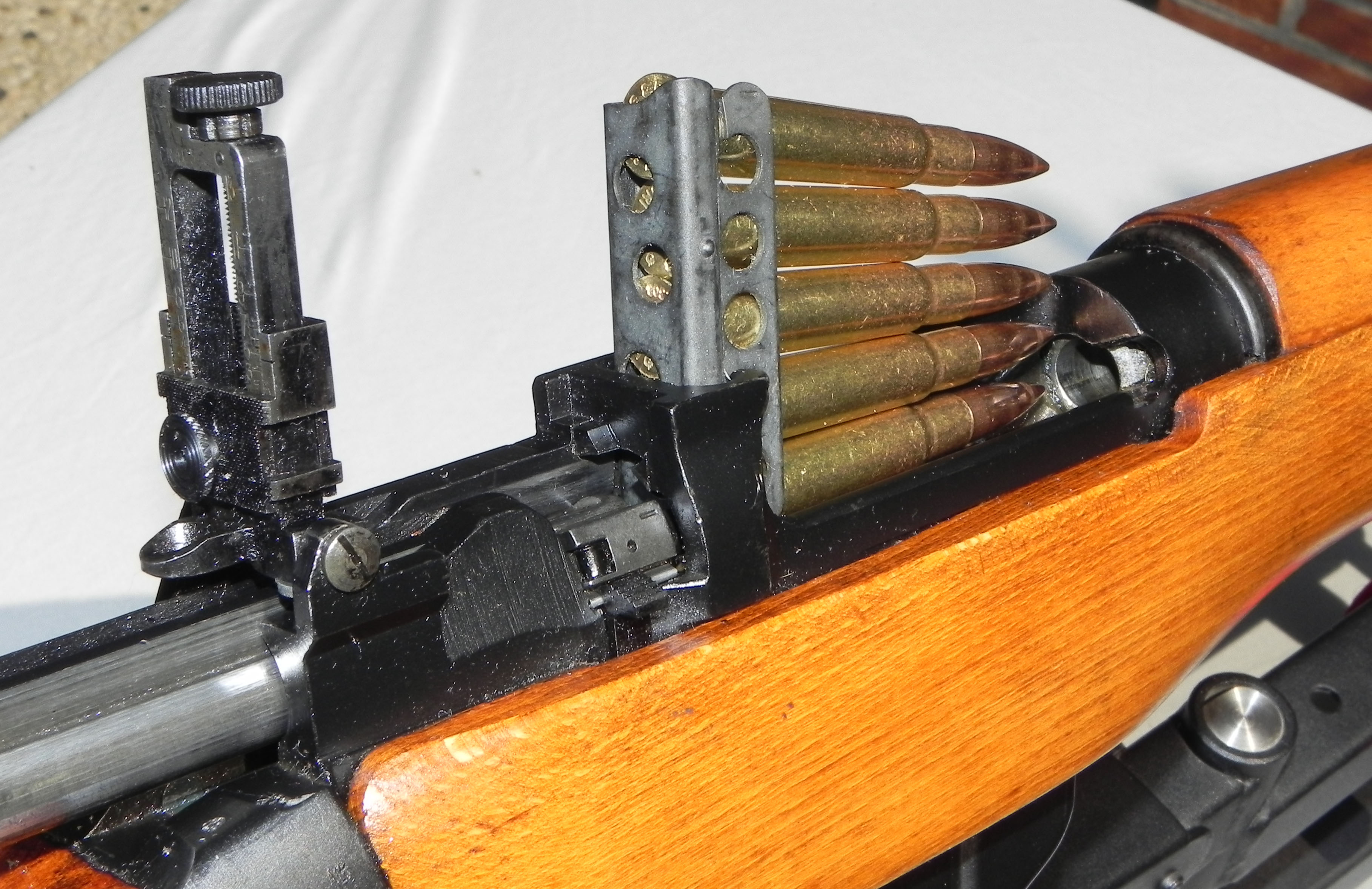
Lee-Enfield N°4 Mk. 2 con lastrina di caricamente da 5 colpi parzialmente inserita

Verso la fine degli anni '30 sorse la necessità di un nuovo fucile e nel 1941 venne adottato il nuovo Rifle N°4 Mk. I. La meccanica dell'arma ricalcava quella dello sperimentale Mk. VI, sebbene rinforzata e più semplice da produrre. A differenza dei precedenti modelli, la canna dei N°4 sporgeva dalla calciatura. Le mire metalliche vennero riprogettate e presentavano una diottra fissa sulle 300 iarde con la possibilità di un alzo a scala graduato tra 200 e 1300 iarde (ad incrementi di 100 iarde). Il mirino montato posteriormente si rivelò molto più preciso rispetto a quello montato a metà dell'arma, consuetudine di molti bolt-action.
Il N°4 si rivelò più pesante del N°1 Mk. III, principalmente a causa della canna e della nuova baionetta (soprannominata dai soldati pigsticker per la sua forma particolare, simile ad uno spiedo). Solo alla fine della seconda guerra mondiale venne introdotta una baionetta a lama, inizialmente pensata per lo Sten, seguita poi dalle N°7 e N°9. Nei suoi scritti, tuttavia, George MacDonald Fraser afferma che la vecchia P'07 fosse compatibile con i N°4.
Durante il conflitto anche i N°4 incorsero in semplificazioni volte alla produzione di massa, e nacque così nel 1942 il N°4 Mk. I*. L'arma, pur destinata all'esercito inglese, venne prodotta esclusivamente in Nord-America, specificamente dal Long Branch Arsenal in Canada e dalla Savage-Stevens Firearms negli Stati Uniti.
Nell'immediato dopoguerra iniziò la produzione dei N°4 Mk. 2 (i numeri arabi avevano rimpiazzato la numerazione latina a partire dal 1944), dotati di grilletti migliori, calciature in faggio e rinforzi metallici alla calciatura rimossi in favore di viti e rivetti. La placca sul calcio tornò ad essere in bronzo, dopo che durante la guerra si era deciso di realizzarle in Zamak (lega di zinco) per accelerare la produzione. Con l'introduzione del N°4 Mk. 2 si decise di aggiornare al nuovo standard le scorte di N°4 Mk. I e Mk. I* che vennero designati rispettivamente N°4 Mk. I/2 e N°4 Mk. I/3.

## Rifle N°5 Mk. I "Jungle Carbine"
Jungle Carbine era un termine informale per definire il Rifle No. 5 Mk I, derivato diretto del N°4 Mk. I, pensato non tanto per il combattimento nelle giungle quanto in risposta alla richiesta di un fucile più corto e leggero per le forze paracadutate in Europa. La fine della guerra, tuttavia, pregiudicò l'uso del fucile che quindi venne usato nel periodo post-bellico, soprattutto in Malaysia, dove gli inglesi si trovarono ad affrontare scontri ravvicinati nella giungla. Ed ecco da dove giunge il nomignolo di Jungle Carbine. La produzione cominciò nel marzo del 1944 e fu interrotta nel dicembre del 1947.
La denominazione Jungle Carbine non fu mai ufficializzata, sebbene anche i soldati usassero questa denominazione.
Il N°5 risultava 100 mm più corto e quasi 1 kg più leggero del N°4 da cui derivava. Furono realizzati vuoti di alleggerimento in tutto in castello e sulla canna, la sfera dell'otturatore venne svuotata, i legni delle calciatura scavati ovunque possibile e furono aggiunti un soppressore di fiamma conico e un poggiaspalla di gomma per attutire il rinculo e impedire lo scivolamento del fucile dalla spalla del tiratore. Tuttavia, a differenza dei poggiaspalla moderni, quello del N°5 riduceva la superficie di contatto tra fucile e spalla, aumentando quindi il rinculo, operando all'opposto di come pensato. Anche le mire metalliche del N°5 erano derivate dal N°4 con l'apertura da battaglia tarata a 300 iarde e un alzo a scala abbattibile tarato tra 200 e 800 iarde.
Secondo i test ufficiali, un N°4 produceva un'energia di rinculo pari a 13,64 J contro i 19,14 J di un N°5. Dei 5,50 J di differenza, 1,95 J era causato dall'aggiunta del soppressore conico.

A causa del soppressore di fiamma, l'arma non poteva montare le baionette standard e ne fu quindi realizzata un'apposita a lama, denominata N°5, pensata per avere la duplice funzione di baionetta e coltello da combattimento.

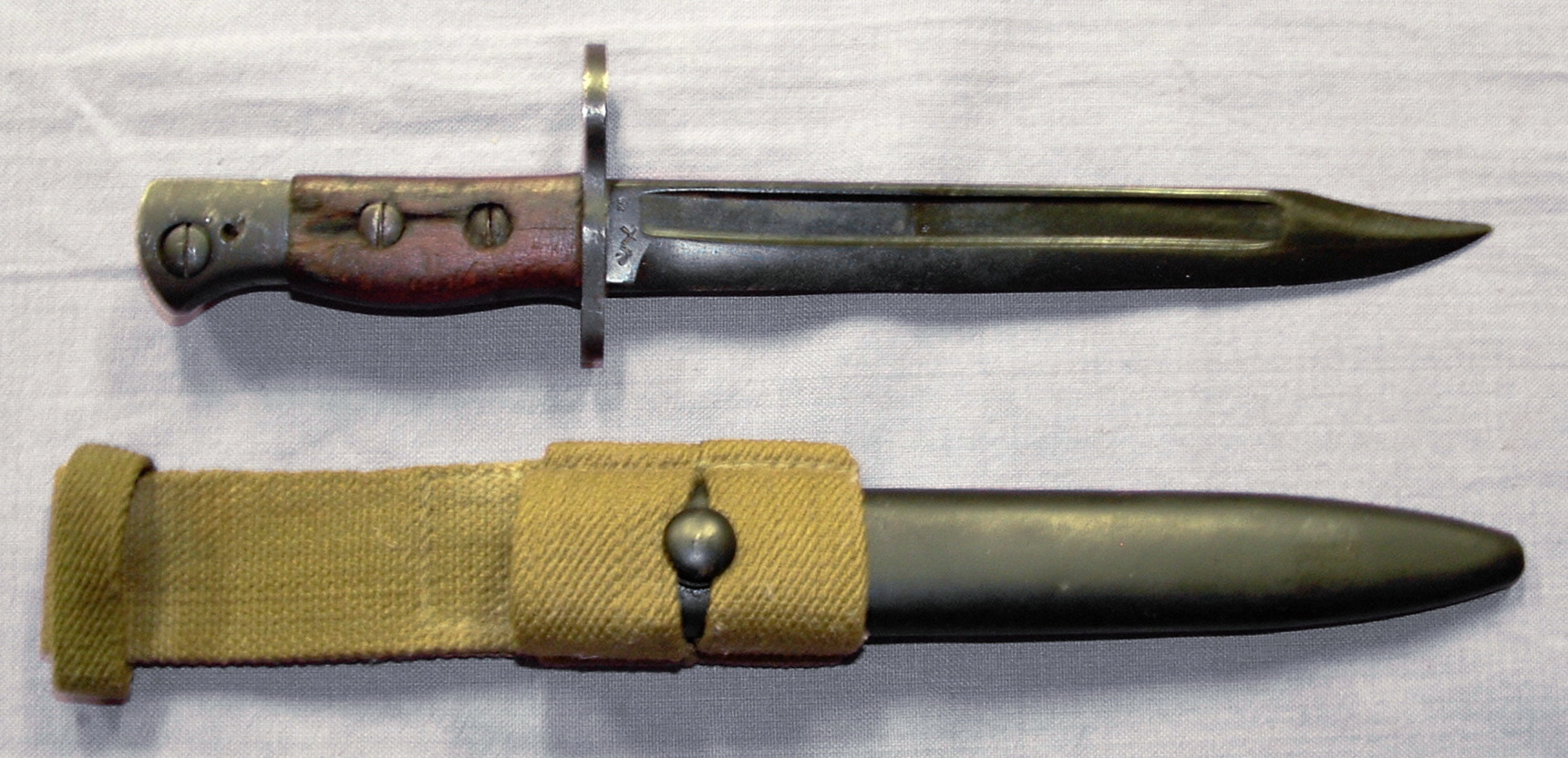
Baionetta per un Lee-Enfield N°5 Mk. I

Una versione (o meglio, versioni, dato che furono diversi i candidati per questa posizione) migliorata, denominata N°5 Mk. 2, fu proposta in seguito ma mai adottata, di conseguenza non esistono N°5 Mk. 2 entrati in servizio. Allo stesso modo si stava pensando ad una versione collassabile per i paracadutisti, ma anche questa idea rimase unicamente sulla carta.
Uno dei problemi spesso lamentati con i N°5 era quello del wandering zero, ovvero uno 'zero instabile' che impediva di tarare il fucile per poi fare affidamento su detta taratura per i colpi successivi. Alcuni test condotti alla fine degli anni '40 evidenziarono in effetti problemi di precisione, attribuibili alla non simmetria dei vuoti scavati nel castello per l'alleggerimento e alla presenza del soppressore di fiamma, e il governo britannico dichiarò ufficialmente che i problemi della carabina fossero "attribuibili interamente al progetto e non risolvibili" e decretò l'immediata cessazione della produzione alla fine del 1947.
Allo stesso tempo, tuttavia, collezionisti e tiratori odierni hanno sempre affermato come nessuna delle carabine in loro possesso abbia problemi di precisione (il già citato wandering zero). Questo potrebbe essere visto come un indizio che il Regno Unito volesse deliberatamente mettere fuori produzione un fucile bolt-action in un periodo in cui quasi tutti gli altri paesi stavano adottando fucili semiautomatici per i loro eserciti, come M1 Garand, SKS, FN M1949 e MAS-49. Ciononostante, si deve considerare il fatto che il Regno Unito continuò a produrre i N°4 Mk. 2 fino al 1957 (quando l'arma fu sostituita definitivamente dal nuovo L1A1 SLR) e quindi, probabilmente, i N°5 Mk. I dovevano avere qualche problema non riscontrabile nei N°4.
Sebbene il nomignolo già esistesse, la Golden State Arms Corporation usò la designazione Jungle Carbine per commercializzati tra gli anni '50 e '60 varianti sportive di Lee-Enfield sfruttando il marchio "Santa Fe". Migliaia di SMLE Mk. III* e N°4 furono importati negli Stati Uniti e convertiti in varianti civili nel formato N°5 Mk. I e rivenduti come Santa Fe Jungle Carbine oppure Santa Fe Mountaineer.
Queste varianti hanno portato ad una grande confusione nella distinzione dei veri N°5 inglesi da quelli 'tarocchi' venduti nel dopoguerra con questa nomenclatura. Il modo più semplice per identificare i veri N°5 consiste nel guardare il lato sinistro del castello su cui dovrebbe trovarsi (incisa con penna elettrica) il punzone Rifle N°5 Mk. I, mentre i modelli post-bellici non presentano marchi oppure presentano marchi di produttori che in realtà non hanno mai realizzato N°5 (come Savage o Long Branch). Le armi della Santa Fe sono riconoscibili in quanto marcate con le scritta Jungle Carbine direttamente sulla canna.
Alcune compagnie, come la Gibbs Rifle Company producono varianti completamente ricostruite di Lee-Enfield tra cui spiccano la #7 Jungle Carbine (realizzata a partire dai 2A1 della Ishapore) e le due varianti Bulldog e Tanker, realizzate modificando in maniera creativa degli SMLE o dei N°4.

## Conversioni e modelli da addestramento

### Fucili di precisione

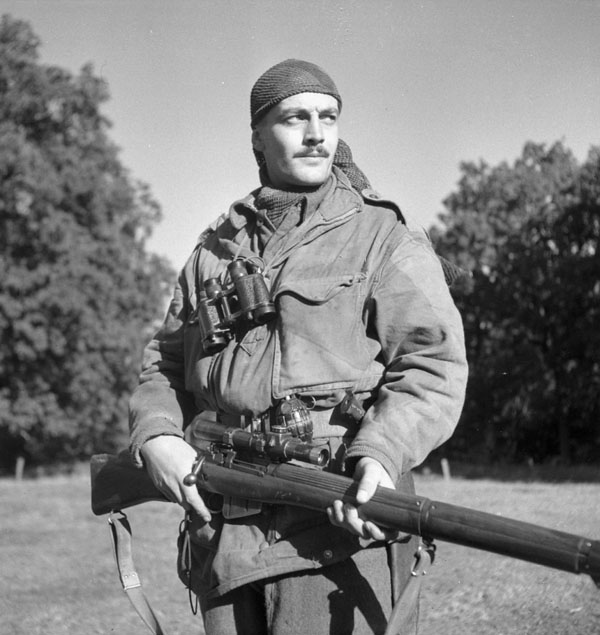
Il cecchino canadese Harold Marshall armato con un N°4 Mk. I (T) in .303 British

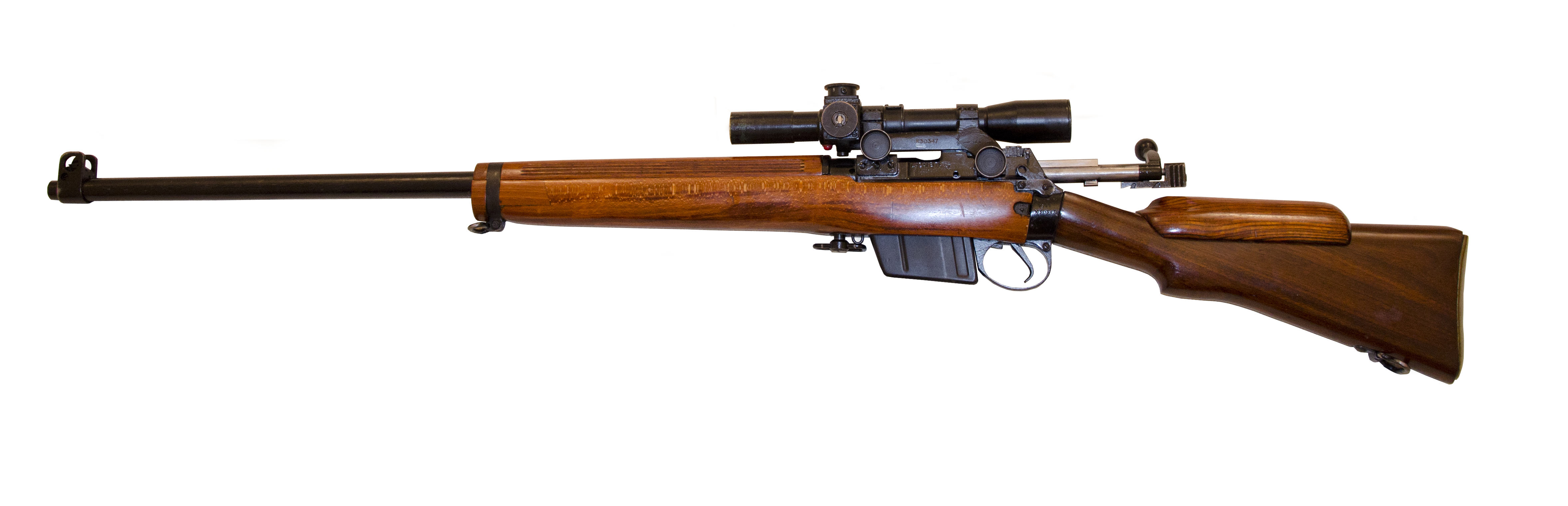
Fucile di precisione L42A1 camerato per il 7,62 × 51 mm NATO

Durante la Seconda guerra mondiale e la guerra di Corea, diversi Lee-Enfield vennero convertiti per l'uso di precisione. L'esercito australiano modificò 1.612 SMLE N°1 Mk. III* della Lithgow aggiungendo una canna pesante, un appoggio per la guancia e un mirino telescopico P1918 della prima guerra mondiale, creando la variante SMLE N°1 Mk. III HT (Heavy barrel, Telescopic sight) che rimase in servizio fino agli anni '70.
Sempre durante il conflitto, diversi fucili N°5, selezionati per la loro eccellente precisione in fabbrica, vennero modificati con un appoggio per la guancia e una scina per ottiche N°32 da 3,5 ingrandimenti. Il requisito di precisione consisteva nel piazzare 7 colpi su 7 in un cerchio di 5 pollici (12,7 cm) a 200 iarde (183 m). L'appoggio era fissato tramite viti in bronzo. Il mirino da battaglia posteriore doveva essere limato quasi completamente per poter montare l'ottica. Ogni ottica N°32 era associata ad uno specifico fucile tramite serializzazione. Come per i fucili, anche l'ottica venne aggiornata nel tempo passando dalla N°32 Mk. 1 standard del 1942 alla N°32 Mk. 2 nel 1943 e infine alla N°32 Mk. 3 (precedentemente N°32 Mk. 2/s) nel 1944. Diverse Mk. 3 furono poi ulteriormente aggiornate per l'uso nei nuovi L42A1 in 7,62 mm NATO, con la nuova denominazione Telescope Straight, Sighting L1A1.
La produzione iniziale prevedeva 1.403 conversioni di N°4 degli anni 1931, 1932 e 1933 alla RSAF di Enfield. La conversione occupò il biennio 1941-1942. A questo punto i lavori furono assegnati alla Holland & Holland, famosa per la produzione fucili sportivi, che convertì quasi 26.000 (sebbene questo numero sembri includere anche le conversioni operate dalla RSAF) N°4 Mk. I T e N°4 Mk. I* T. I fucili convertiti dalla H&H presentano il codice S51 sulla calciatura. La BSA di Shirley convertì 100 fucili in .22 LR. Circa 3.000 fucili (prevalentemente prodotti dalla Stevens-Savage) furono parzialmente convertiti dalla H&H ma non ricevettero mai né le scine né le ottiche. Il Canada convertì 1.500 fucili nell'arsenale di Long Branch e le forze armate canadesi usarono questi fucili fino agli anni '60. Quando i britannici passarono al 7,62 mm NATO si decise di convertire i N°4 Mk. I T al nuovo calibro rinominandoli L42A1, fucili che rimasero in servizio fino al 1993 quando furono rimpiazzati dal nuovo Accuracy International L96.

### Fucili da addestramento calibro .22
Altri Lee-Enfield vennero convertiti in armi da addestramento calibro .22, una munizione che permettesse di insegnare ai cadetti le basi del maneggio delle armi con costi molto contenuti. Inizialmente le conversioni vennero effettuate su fucili obsoleti quali MLM e MLE e solo dal primo conflitto mondiale si cominciò ad usare i più recenti SMLE. Queste armi riconvertite presero inizialmente la denominazione .22 Pattern 1914 Short Rifle, modificata poi in Rifle N°2 Mk. IV a partire dal 1921. Erano di solito armi a colpo singolo, in origine modificate con delle canne Morris per il proiettile .22L (o anche altri calibri lievemente più grandi). Alcune armi vennero poi modificate ulteriormente con speciali adattatori che consentissero l'alimentazione tramite caricatore. Nel 1914 Enfield produsse canne e otturatori per i proiettili .22 appositamente per convertire le armi in .303, e in breve questo metodo di conversione divenne il più comune. Un caricatore da 5 colpi (Parker-Hiscock) fu sviluppato e usato nell'ultimo periodo del conflitto, ma fu ritirato presto dal servizio a causa dei numerosi problemi dovuti ad una meccanica troppo complessa e inaffidabile. I N°2 Mk. IV sono identici alla loro controparte in .303 salvo che per la canna calibro .22, il caricatore unicamente estetico e l'otturatore modificato per la nuova munizione.
Dopo la Seconda guerra mondiale, i N°7, N°8 e N°9 furono impiegati come armi da addestramento in tutto il Commonwealth. La British Small Arms presentò anche un prototipo in calibro .22 basato sul nuovo N°5, ma la mancata adozione di quest'ultimo bloccò anche ulteriori possibilità per la sua controparte calibro .22.
Il C N°7 Rifle è un fucile ad alimentazione manuale da addestramento basato sul N°4 Mk. I prodotto dalla Long Branch.

### Moschetti e fucili a canna liscia
In vari stati, in periodi diversi e per ragioni differenti, si decise di convertire alcuni Lee-Enfield in fucili a canna liscia.
La SAF di Lithgow in Australia produsse fucili a canna liscia sfruttando l'azione del Mk. III. Denominati Slazenger questi fucili erano camerati per la munizione civile .410. Tali conversioni nacquero spesso dal divieto imposto da molti stati di possedere armi camerate per munizionamento militare (come il .303). Risultava infatti molto più facile possedere un fucile a canna liscia.
La RFI in India convertì un numero enorme di Mk. III in fucili a colpo singolo camerati per il .410 Indian Musket. Queste conversioni erano pensate per la polizia e le guardie carcerarie, a cui non erano necessarie armi troppo potenti (come quelle in .303). Allo stesso modo, la munizione .410 IM era di difficile reperimento al di fuori delle forze governative e di sicurezza, pertanto avrebbe reso inutile l'eventuale furto di queste armi.
A proposito di quanto scritto sopra si deve considerare che le due munizioni .410 e .410 IM non hanno nulla in comune. La prima viene sfruttata da armi a canna liscia ed è quindi una munizione a pallettoni, mentre la seconda è a tutti gli effetti una variante depotenziata del .303 British, pertanto i fucili indiani mantengono la rigatura della canna. Molti di queste armi indiane, una volta dismesse, furono riconvertite e vendute sui mercati internazionali dove possono essere acquistate e usate con normali proiettili .303. Le versioni non ricamerate, invece, richiedono cariche personalizzate, in quanto la munizione .410 IM non è mai stata distribuita commercialmente e non viene più prodotta dagli anni '50.
Numerosi tentativi sono stati fatti per modificare i fucili in .410 a canna liscia per poter sfruttare un caricatore, rimuovendo il blocco di legno inserito al suo posto e reinserendo un caricatore originale da 10 colpi. Nessun tentativo ha mai avuto successo finora, sebbene alcuni possessori siani riusciti ad adattare alcuni caricatori per i fucili a pompa Savage e Stevens ai loro Lee-Enfield.

### Conversioni civili e varianti
Alla fine degli anni '40, la legislazione australiana vietava il possesso di armi camerate per munizioni militari, quindi un gran numero di .303 fu convertito per sparare munizioni wildcat come .303/25, .303/22, .303/22, .303/270 e 7,7 × 54 mm. Fucili sportivi in .303/25 sono piuttosto comuni oggi in Australia, nonostante una cronica scarsità di munizioni dagli anni '80. Quando nel 1975 il divieto venne annullato, molti riconvertirono i loro SMLE al calibro originale. Nell'immediato dopoguerra, la SAF di Lithgow convertì molti fucili in .22LR, commercializzandoli poi con il nome di Slazenger (lo stesso usato per le conversioni in .410).
Nei primi anni '50 la Essentian Agencies Ltd di Toronto produsse una serie di fucili "da sopravvivenza" basati sui N°4, ma accorciati e alleggeriti. I fucili con numero seriale sotto 6000 erano destinati al mercato civile, quelli sopra il 6000 erano invece parte di un ordine piazzato dal governo canadese.

### L59A1
Il fucile L59A1 era una conversione dei N°4 ad arma da parata, impossibile da rimettere in funzione. Fu introdotto in servizio negli anni '70. Parallelamente era in sviluppo anche una conversione per i N°1 (da denominare L59A2) ma il progetto fu abbandonato a causa delle difficoltà tecniche e dello scarso numero di esemplari ancora in circolazione nelle mani dei cadetti.
La necessità di quest'arma sorse dalla preoccupazione sulla vulnerabilità delle scorte di armi delle scuole cadetti, in particolare dopo i raid dell'IRA degli anni '50 e '60. Le precedenti conversioni non vennero ritenute sufficientemente sicure e si era convinti della possibilità di riportarle in condizione di sparare. Gli L59A1 vennero quindi creati con modifiche estese, saldando la canna al castello, rimuovendo i blocchi per l'otturatore (che quindi non entra in chiusura completa), tagliando la punta del percussore e chiudendo il foro stesso del percussore sull'otturatore. Gli otturatori vennero placcati nel rame per renderli facilmente identificabili e si aprirono numerose fessure sulle canne. Infine, i calci venivano contrassegnati con bande bianche e la sigla DP.

## Commando e fucili automatici

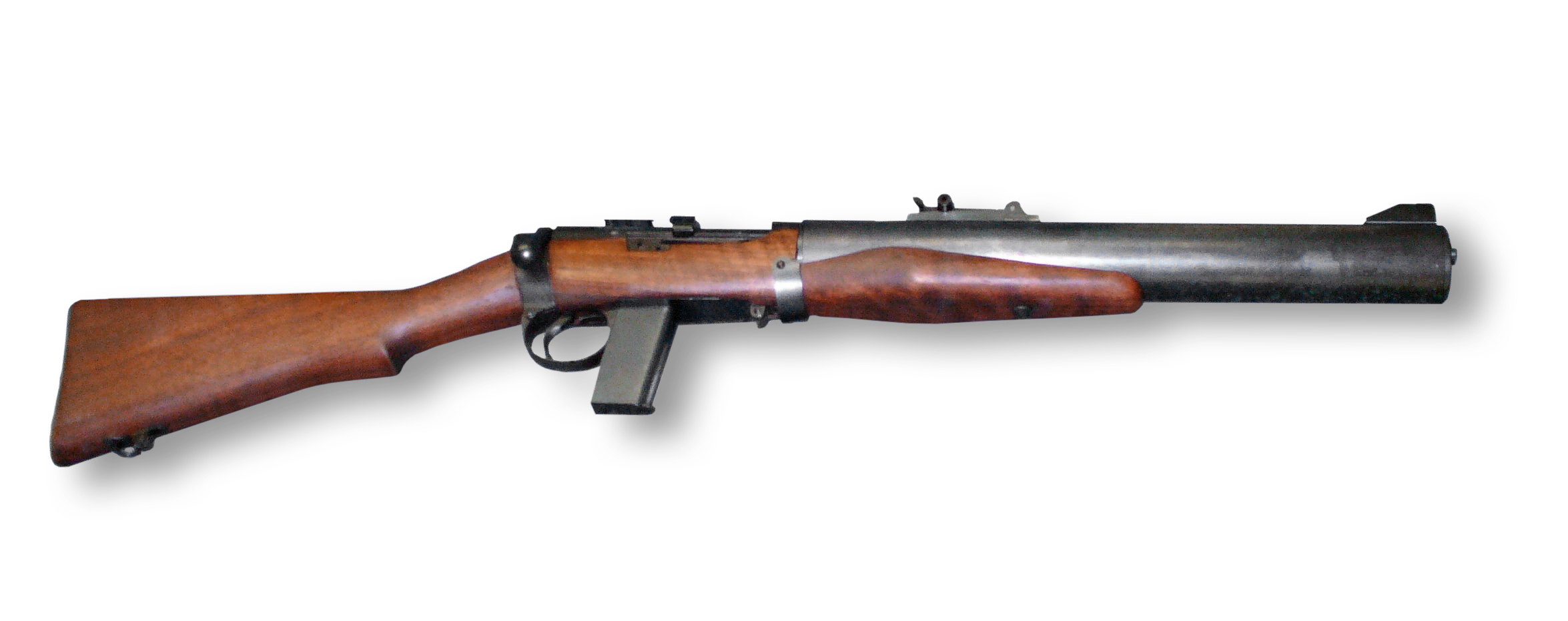
La versione "classica" della De Lisle, con calciatura in legno completa

- Carabina De Lisle: una variante da commando di un Mk. III* calibro .45 ACP dotata di silenziatore integrale pensata proprio per l'uso dietro le linee nemiche in operazioni clandestine.
- M1915 Howell Automatic Rifle: il primo tentativo di conversione del Lee-Enfield in un fucile semiautomatico[35]. L'arma si rivelò affidabile ma incredibilmente scomoda da impugnare. Vicino alla volata veniva praticato un foro sulla canna per il reindirizzamento dei gas e un tubo correva lungo tutto il fucile fino alla leva di apertura dell'otturatore. Qui il pistone (che correva nel tubo e forzava contro una molla di ritorno) terminava con un dispositivo a camma che nel primo segmento di arretramento del pistone forzava la rotazione e lo sblocco dell'otturatore per poi portare indietro con sé tutto l'otturatore espellendo il bossolo e camerando una nuova munizione una volta tornato in posizione. Il sistema di funzionamento dell'arma, con l'otturatore in apertura automatica (piuttosto violenta oltretutto), impediva al tiratore (più per ragioni di sicurezza che altro) di tenere la testa nel punto classico dell'arma e le mire furono riprogettate con disassamento sulla sinistra dell'arma, così che il tiratore non dovesse neanche appoggiare la testa al fucile durante l'uso. Allo stesso modo, per impedire ferite alla mano del tiratore, si fissò all'impugnatura un grip verticale in metallo con uno "scudo" che impediva al tiratore di spostare accidentalmente in alto la mano sul percorso del pistone poco sopra. Per questi motivi l'arma venne ritenuta poco adatta all'uso sul campo e si ripiegò sul suo uso come arma antiaerea.
- M1941 Rieder Automatic Rifle: un tentativo di conversione del Lee-Enfield per rendere l'arma completamente automatica (senza selettore). Progettato in Sudafrica, il dispositivo Rieder poteva essere montato senza usare alcuno strumento. Nonostante rapporti abbastanza positivi (escluso il rapido surriscaldamento della canna dopo appena un centinaio di colpi sparati) il kit non entrò mai in produzione di massa in quanto gli Stati Uniti stavano ormai fornendo grandi quantitativi di Lee-Enfield, rendendo dunque superflua qualunque conversione.
- M1941 Charlton Automatic Rifle: la conversione più famosa, ideata dal neozelandese Philip Charlton nel 1941 come tentativo di sostituire Bren e Lewis in un periodo in cui la loro mancanza era piuttosto sentita. Durante la Seconda guerra mondiale, la maggior parte delle forze terrestri neozelandesi erano dispiegate in Nord Africa. Quando il Giappone entrò in guerra nel 1941, la Nuova Zelanda si trovava senza mitragliatrici per una eventuale difesa in caso di invasione e il governo decise di finanziare vari progetti di conversione per i fucili Lee-Enfield[36]. Il risultato finale fui il Charlton Automatic Rifle (basato sull'obsoleto MLE), consegnato alle truppe a partire dal 1942. Le conversioni ammontano a poco più di 1.500 esemplari (compresi alcuni esemplari prodotti dalla Electrolux a partire dagli SMLE Mk. III* della Lithgow). Le armi differivano esteticamente (quelle neozelandesi avevano un'impugnatura anteriore e un bipiede, quelle australiane no) ma non meccanicamente. La maggior parte di queste conversioni finirono distrutte dopo la guerra e i pochi esemplari sopravvivono oggi in collezioni private e/o musei.Charlton Automatic Rifle

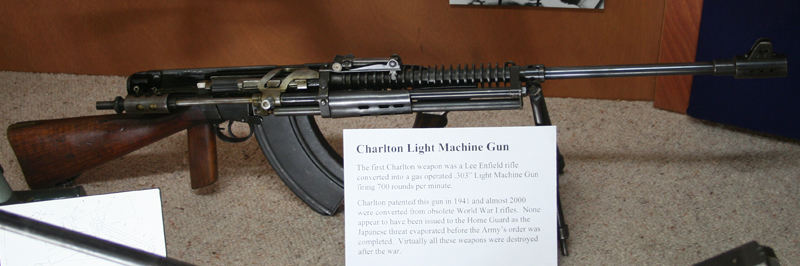
Charlton Automatic Rifle

- M1943 Howard-Francis Machine Carbine: questo prototipo fu pensato per convertire i N°1 Mk. III in una carabina leggera semiautomatica camerata per il 7,63 × 25 mm Mauser. L'arma presentava problemi sia nell'alimentazione che nell'estrazione e non superò mai la fase di prototipo, nonostante l'idea fosse più che valida e la precisione più che sufficiente.
- M1944 Ekins Automatic Rifle: un ultimo tentativo australiano di convertire il Lee-Enfield in un fucile automatico[36]. L'arma presentava un sistema analogo a quello visto nel progetto di Howell, ma usava caricatori standard da 10 colpi.

## Conversioni in 7,62 × 51 mm NATO
Negli anni '60, si decise di convertire un certo numero N°4 in 7,62 × 51 mm NATO come parte di un programma volto a mantenere i Lee-Enfield come armi di riserva. I fucili così convertiti furono designati L8 e dotati di nuova canna, estrattore e caricatore per accogliere la nuova munizione. L'aspetto del nuovo fucile è identico al N°4 tranne per il caricatore e la canna. La famiglia comprende L8A1 (N°4 Mk. 2), L8A2 (N°4 Mk. I/2), L8A3 (N°4 Mk. I/3), L8A4 (N°4 Mk. I) e L8A5 (N°4 Mk. I*).
La Sterling Armaments di Dagenham produsse anche uno speciale kit di conversione per la vendita civile. La differenza con il modello militare era costituita dall'estrattore. Se nella versione di Enfield l'eiettore si trovava nel caricatore sotto forma di lamella metallica, nel kit della Stirling esso era costituito da un pistoncino a molla inserito nella parete del castello.
I risultati dei test condotti non furono così soddisfacenti e si decise di interrompere eventuali future conversioni. Tuttavia, gli errori commessi permisero di affinare la tecnica e la conversione ebbe invece successo nei modelli N°4 (T) di precisione che, una volta convertiti, furono denominati L42A1.
Alla fine degli anni '60, la RSAF di Enfield entrò nel mercato civile producendo una replica del N°4 in 7,62 mm NATO. L'arma (in due varianti principali) venne messa in commercio con i nomi di Enfield Envoy, destinata a tiratori sportivi, e Enfield Enforcer, rivolta alle forze di polizia ed equipaggiata con ottica Pecar.

### Ishapore 2A/2A1

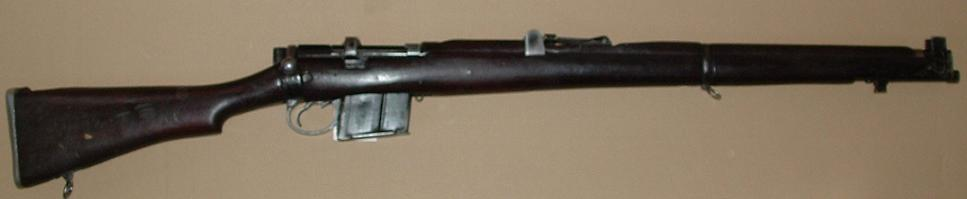
Ishapore 2A1

Ad un certo punto, dopo la guerra sino-indiana del 1962, la Ishapore Rifle Factory in India cominciò la produzione di un nuovo fucile conosciuto come 'Rifle 7,62 mm 2A, basato sul Mk. III*, ma camerato per la nuova munizione 7,62 × 51 mm NATO. Esternamente l'arma è pressoché identica al'originale, le uniche differenze sono le ali di protezione del mirino anteriore e il caricatore più squadrato (che contiene 12 colpi invece che 10).
I castelli dei fucili della Ishapore sono realizzati con un acciaio migliore per poter resistere alla maggiore pressione della nuova munizione e l'estrattore è modificato per la nuova munizione non flangiata. Nel decennio 1965-1975 (in cui si pone l'interruzione della produzione) le mire vennero modificate passando dalle 2000 iarde originali (molto ottimistica come gittata) ai 2000 m come compensazione per la traiettoria più tesa della nuova munizione. Si arrivò però alla conclusione che una taratura fino a 2.000 m fosse inutile e si passò a 800 m nel nuovo modello, denominato Rifle 7,62 mm 2A1.
Spesso si parla dei 2A e 2A1 indiani come di "conversioni in .308". Se tecnicamente i fucili sono camerati per il .308, il termine 'conversione' è sbagliato in quanto queste armi sono state prodotte da zero e non ottenute per riconversione di vecchi esemplari. L'uso di munizioni commerciali .308 è poi sconsigliato, in quanto alcuni caricamenti disponibili al pubblico generano pressioni più alte della controparte militare 7,62 mm NATO, rendendo quindi potenzialmente pericolosa l'arma.

### Australian International Arms N°4 Mk. IV

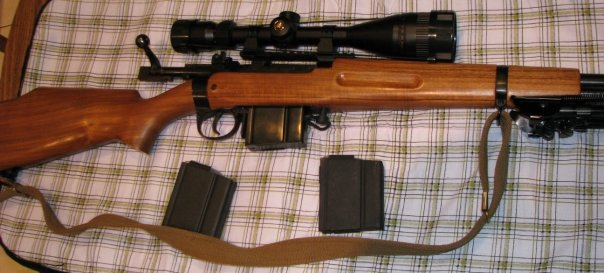
Fucile da competizione M10-B2

L'Australian International Arms di Brisbane ha offerto anche una riproduzione moderna del N°4 Mk. II, commercializzata con il nome di AIA N°4 Mk. IV (o M10-B2). Le parti venivano prodotte da svariate industrie e poi assemblate a Brisbane. L'arma usava il classico 7,62 × 51 mm NATO ma era alimentata tramite i caricatori dell'M14 opportunamente modificati. Questa variante era stata pensata per i tiratori moderni e si poteva quindi montarvi un'ottica senza bisogno di alterare in alcun modo il castello. L'azienda rese disponibile anche il modello AIA M10-A1, basato sul N°5 Mk. I e alimentato tramite i caricatori dell'AK-47 sovietico in 7,62 × 39 mm.
Nonostante l'importazione dei caricatori di M14 e AK-47 (opportunamente limitati alla capacità di 10 colpi) fosse legale, il governo australiani cercò sempre di limitarne la circolazione. Ad oggi, è necessario uno speciale permesso per la detenzione e anche in questo caso, le autorità australiane possono rifiutare l'importazione di tali caricatori se non viene fornita una valida giustificazione.

## Produzione e produttori
In totale, oltre 16 milioni di Lee-Enfield erano stati prodotti in diversi continenti quando la produzione in Gran Bretagna cessò nel 1956. I macchinari della Royal Ordnance Factory di Fazarkeley furono venduti alla Pakistan Ordnance Factory di Rawalpindi e la produzione N°4 continuò. Al totale contribuì anche la Rifle Factory Ishapore in India, che continuò la produzione di Lee-Enfield in .303 e 7,62 mm NATO fino agli anni '80 e produce tuttora un fucile basato sulla meccanica Lee-Enfield camerato però per la munizione .315. La Birmingham Small Arms Company di Shirley e la SAF di Lithgow in Australia terminarono la produzione dei Mk. III* con un ultimo lotto di 1.000 fucili nel 1956. Solo durante la Prima guerra mondiale, nel solo Regno Unito furono prodotti 3.800.000 Lee-Enfield da RSAF, BSA e LSA.

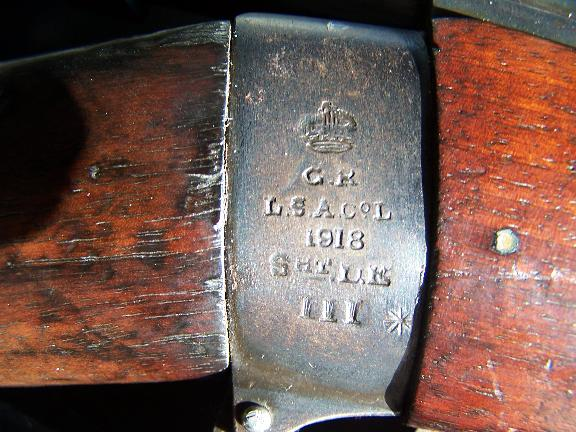
I punzoni sull'impugnatura di un Mk. III* del 1918 prodotto dalla London Small Arms Co. Ltd. Il marchio G.R. sotto la corona sta per George Rex e si riferisce al sovrano in carica nell'anno di produzione

### Lista di produttori
I punzoni trovati su MLE, CLLE, e SMLE Mk. I - Mk. III* e varianti sono:
| Punzone    | Produttore                            | Paese            |
| ---------- | ------------------------------------- | ---------------- |
| Enfield    | Royal Small Arms Factory (Enfield)    | Regno Unito      |
| Sparkbrook | Royal Small Arms Factory (Sparkbrook) | Regno Unito      |
| BSA Co     | Birmingham Small Arms Co. Ltd         | Regno Unito      |
| LSA Co     | London Small Arms Co. Ltd             | Regno Unito      |
| Lithgow    | Lithgow Small Arms Factory            | Australia        |
| GRI        | Ishapore Rifle Factory                | India Britannica |
| RFI        | Ishapore Rifle Factory                | India            |
I punzoni SSA e NRF possono essere individuati anche su SMLE Mk. III* della Prima guerra mondiale. Le sigle indicano rispettivamente la Standard Small Arms e la National Rifle Factory. Questi fucili sono stati assemblati con parti provenienti da diversi produttori e riflettono il metodo che venne usato durante il conflitto per accelerare la produzione di SMLE nel Regno Unito. I Mk. III* sono gli unici fucili assemblati in questo modo.
GRI sta per Georgius Rex, Imperator ovvero 'Re Giorgio, Imperatore (d'India)', ad indicare un fucile prodotto durante la dominazione inglese. RFI sta invece per Rifle Factory, Ishapore ed indica un fucile realizzato dopo l'ottenimento dell'indipendenza da parte dell'India nel 1947.
Per i N°4 Mk. I, N°4 Mk. I* e N°4 Mk. 2 vale invece:
| Punzone         | Produttore                              | Paese       |
| --------------- | --------------------------------------- | ----------- |
| ROF (F)         | Royal Ordnance Factory (Fazakerley)     | Regno Unito |
| ROF (M)         | Royal Ordnance Factory (Maltby)         | Regno Unito |
| B               | Birmingham Small Arms Co. Ltd           | Regno Unito |
| M47 (M47C)      | Birmingham Small Arms Factory (Shirley) | Regno Unito |
| Long Branch     | Small Arms Limited                      | Canada      |
| US PROPERTY [S] | Savage Arms                             | Stati Uniti |
| POF             | Pakistan Ordnance Factories             | Pakistan    |
I Lee-Enfield (N°4 Mk. I e N°4 Mk. I*) prodotti dalla Savage in America sono tutti marcati con la scritta US PROPERTY. Queste armi furono tutte fornite al Regno Unito come parte del programma di aiuti durante la Seconda guerra mondiale. Nessun Lee-Enfield fu mai adottato dall'esercito statunitense: i punzoni servivano solo ad identificare il fatto che i fucili rimanevano di proprietà degli Stati Uniti e che erano stati semplicemente prestati e non venduti.
Un certo numero di fucili inglesi, soprattutto Martini-Henry e Martini-Enfield, ma anche Lee-Enfield, sono stati prodotti da piccole officine nella regione del passo Khyber tra Pakistan e Afghanistan.
Le "copie del passo Khyber", come vengono identificate queste armi, sono spesso ottenute come copia di un "fucile mastro", che a sua volta può essere una copia del passo Khyber e pertanto presentano punzonature poco convenzionali come la N di Enfield rovesciata. La qualità di queste armi varia da esemplare a esemplare, passando da fucili indistinguibili dagli originali inglesi ad altri che invece sono pericolosi da usare. Le copie del passo Khyber non sono costruite con attenzione tale da permettere l'uso sicuro di munizioni con caricamenti moderni (se ne sconsiglia l'uso in generale con qualunque munizione).
Le copie del passo Khyber si riconoscono generalmente per alcuni fattori:
- frequenti errori di scrittura nella punzonature (come la N rovesciata già citata);
- punzone V.R. (Victoria Regina) associato a date successive al 1901. La regina Vittoria morì nel 1901, quindi i fucili prodotti dopo questa data dovrebbero presentare i punzoni E.R. (Edwardius Rex per Edoardo VII e Edoardo VIII) oppure G.R. (Georgius Rex per Giorgio V e Giorgio VI);
- Spelling errors in the markings; as noted the most common of which is a reversed "N" in "Enfield");
- Lavorazioni non rifinite, con metallo soffice o indebolito, legni non trattati e punzoni non incisi con attenzione.

## Polizia e forze speciali

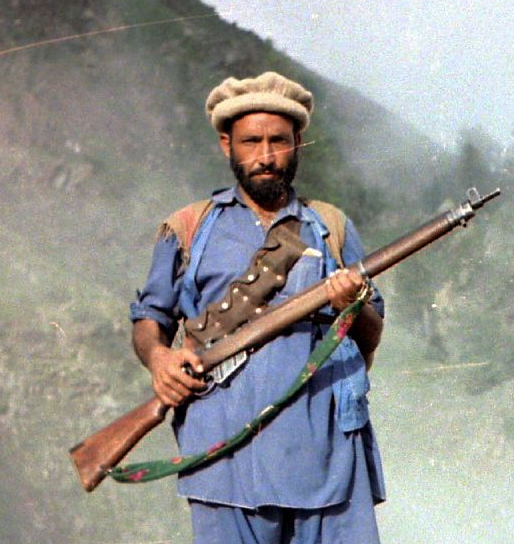
Un Mujaheddin afghano con un Lee-Enfield nell'agosto del 1985

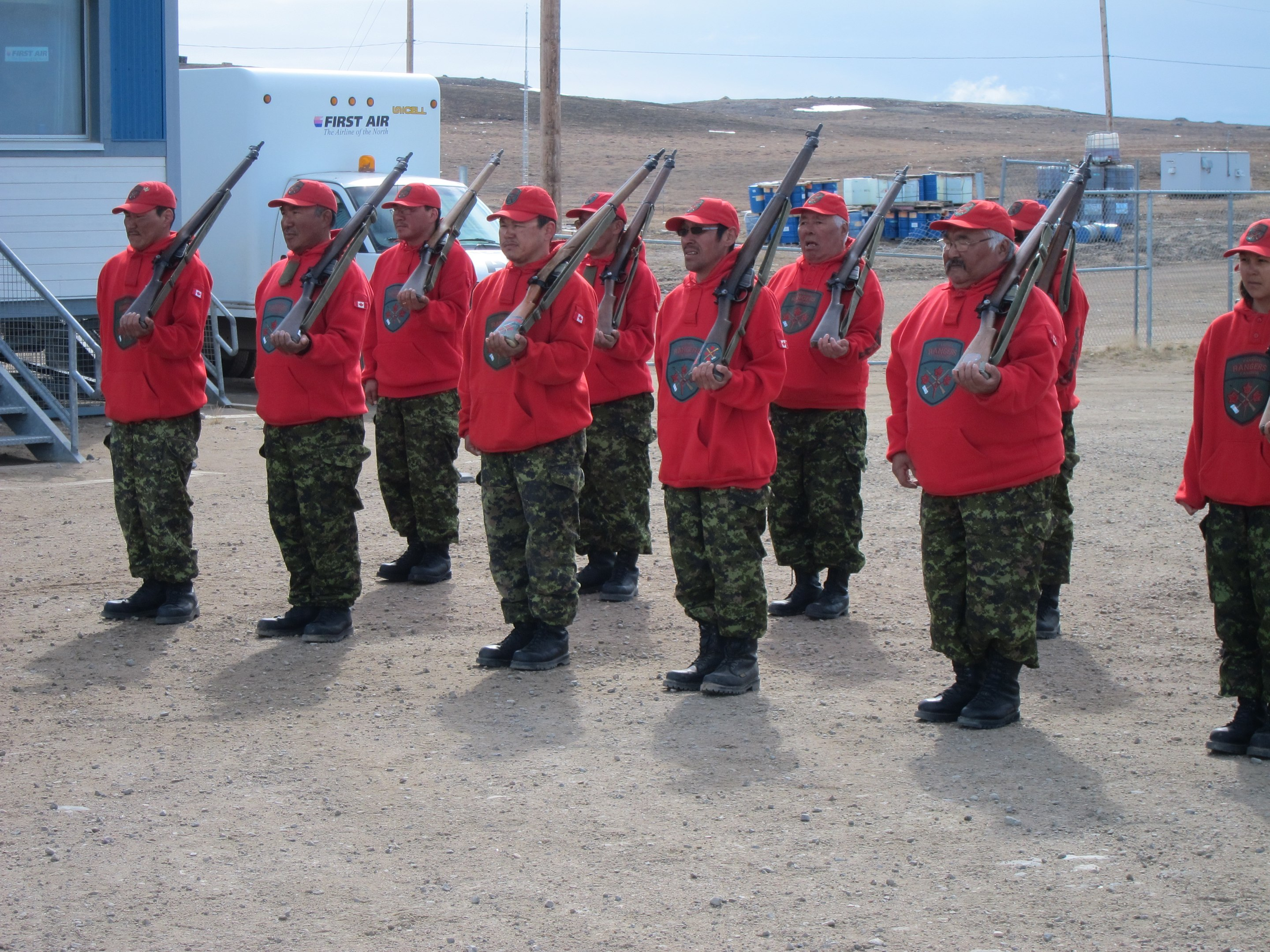
Ranger canadesi a Nunavut, giugno 2011

Il Lee-Enfield (inteso come famiglia di armi) è il secondo fucile bolt-action al mondo per durata di servizio (superato solo dal Mosin-Nagant russo). Ancora oggi, il Lee-Enfield è usato da diverse forze di polizia nel Commonwealth. In Canada gli ultimi Lee-Enfield sono usciti dal servizio attivo nel 2016. Soldati indiani armati di Lee-Enfield erano una costante lungo le ferrovie dopo gli attacchi del 2006 e 2008. L'arma è ancora rintracciabile nelle mani di polizia e forze di seconda linea in Pakistan e Bangladesh. La polizia pakistana, tuttavia, ha rimpiazzato il Lee-Enfield il prima linea con le variani dell'AK-47 negli anni '80, a seguito della grande disponibilità di armi sia legali che tramite mercati clandestini. In Giordania, il Lee-Enfield è stato usato dalla polizia fino al 1971, mentre nell'esercito il rimpiazzo era già avvenuto nel 1965. In Iraq e Egitto, il Lee-Enfield fu invece rimpiazzato dagli AK-47 alla fine degli anni '50, anche se le forze di polizia mantennero l'arma in servizio fino alla fine degli anni '70.
Nel Regno Unito, gli esemplari calibro .22 N°8 sono ancora in uso presso le unità di cadetti. Allo stesso modo il Lee-Enfield è ancora arma ufficiale da parata in Sudafrica.
Quando i russi invasero l'Afghanistan, migliaia di Mujaheddin erano armati con i Lee-Enfield forniti dalla CIA durante l'operazione Cyclone tramite il Pakistan. L'agente CIA Gust Avrakotos strinse con l'Egitto un accordo che prevedeva la produzione di munizioni .303 specificamente per quel conflitto. Solo in seguito, Michael Vickers, nuovo incaricato per l'operazione, sostituì i vecchi Lee-Enfield con armi più moderne e facilmente reperibili.
Le copie del passo Khyber sono ancora prodotte, dato che i fucili bolt-action rimangono estremamente efficaci nel deserto, dove la precisione su lunga distanza surclassa la necessità di fuoco rapido. I Lee-Enfield sono ancora popolari nella regione, nonostante l'abbondante presenza di armi più recenti come SKS e AK-47. Diversi fucili sono stati usati dagli insorti talebani contro le forze NATO in Afghanistan.
Foto recenti sulla guerra civile in Nepal mostrano le forze governative armate di SMLE Mk. III e III* per combattere i ribelli maoisti (anch'essi armati di Lee-Enfield).
La polizia delle Isole Salomone e Vanuatu continua a mantenere scorte di Mk. IV. Anche la polizia di Tonga conserva diversi fucili donati dalla Nuova Zelanda.

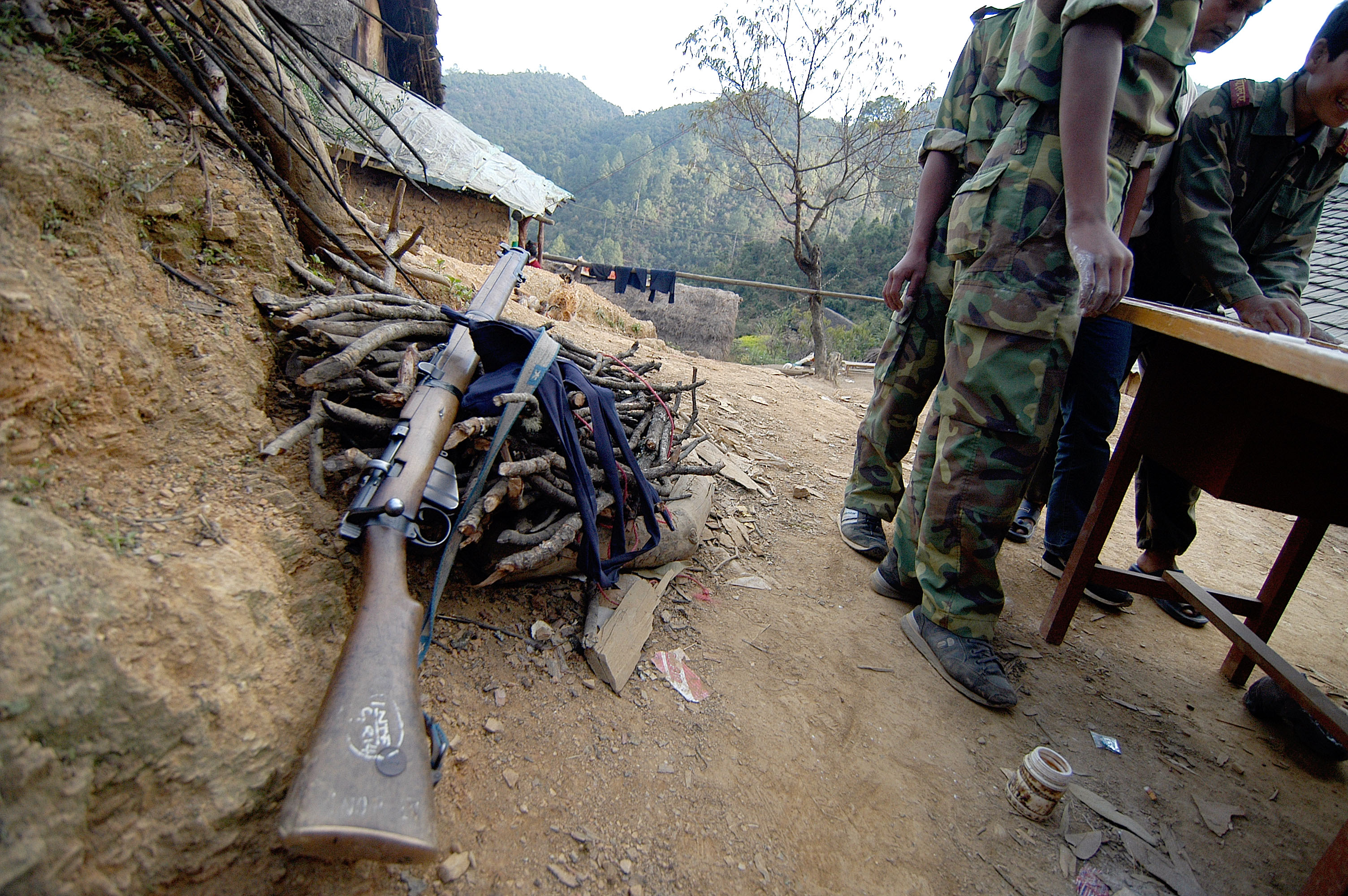
Un SMLE nelle mani dei ribelli maoisti in Nepal nel 2005

## Utilizzatori

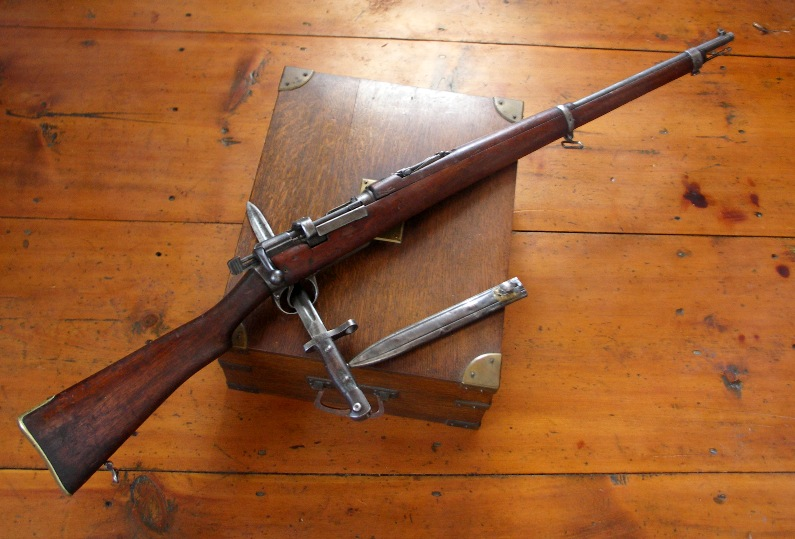
Conversione turca in 7,92 × 57 mm di un Lee-Enfield catturato durante la prima guerra mondiale

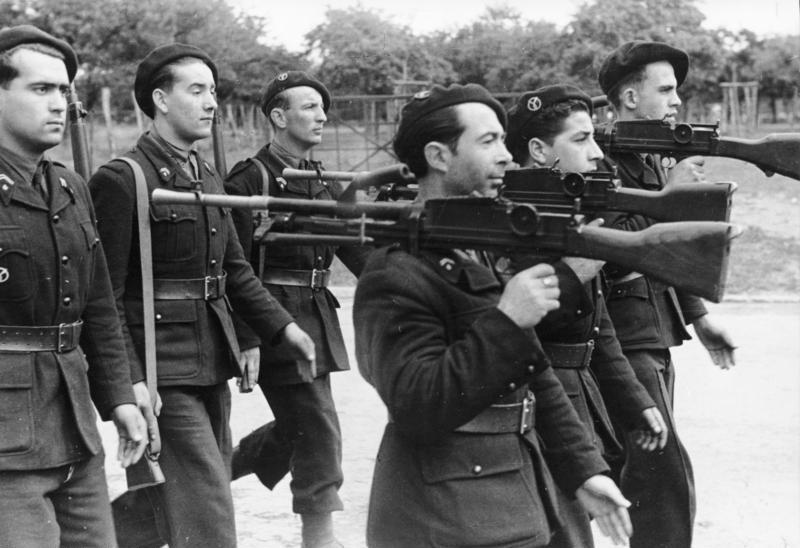
Membri della Milice française, armati di fucili N°4 e mitragliatrici Bren

- Regno Unito[50]
- Afghanistan[51][52][53]
- Australia[54]
- Bangladesh
- Belgio
- Bermuda
- Hong Kong Britannico
- Brunei
- Canada[54]
- Cecoslovacchia
- Danimarca[55]
- Isole Falkland
- Finlandia
- Francia[56][57]
- Figi
- Germania Nazista[58][59]: designati Gewehr 281 (e)
- Grecia
- Islanda
- India Britannica
- India
- Indonesia
- Italia[60]
- Iraq
- Irlanda
- Israele
- Giamaica
- Giordania
- Katanga
- Kenya
- Lussemburgo
- Malaysia
- Malta
- Birmania
- Nepal
- Paesi Bassi
- Nuova Zelanda
- Nigeria
- Norvegia
- Oman
- Impero Ottomano[61]
- Pakistan
- Papua Nuova Guinea[62]
- Polonia
- Portogallo[63]
- Rhodesia[64]
- Singapore
- Isole Salomone[49]
- Sudafrica
- Sri Lanka
- Tibet
- Thailandia[65]
- Tonga[49]
- Trinidad & Tobago
- Turchia[61]
- Uganda
- Stati Uniti[66][67]
- Vanuatu[49]